# Rouwkleding

Rouwjurk

Rouwkleding is kleding die wordt gedragen tijdens een periode van rouw na het overlijden van een familielid, of bij het bijwonen van een uitvaart. Hoewel zowel mannen als vrouwen rouwkleding dragen, zijn er rondom de rouwkleding van vrouwen traditioneel meer en strengere regels.
Veel culturen kennen rouwkleding maar in de Europees-christelijke cultuur zijn er in verhouding veel tradities en gebruiken rondom de kleren die men tijdens de rouw draagt. Hieronder vallen het gebruik van de kleur zwart, het vermijden van glanzende materialen en sieraden, en het dragen van sluiers door vrouwen en rouwbanden door mannen. 
Het hoogtepunt van de rouwcultuur in Europa ligt in de 19e eeuw toen er zeer uitgebreide regels waren over hoelang en hoe er gerouwd moest worden. In de eenentwintigste eeuw is het dragen van rouwkleding meestal beperkt tot de periode rond de begrafenis of crematie.

## Kenmerken van Europese rouwkleding
De Europees-christelijke cultuur heeft in verhouding veel normen en tradities rondom rouwkleding.
In de periode van rouw worden traditioneel verschillende fases onderscheiden. Meestal gaat het om volle rouw, tweede rouw en half-rouw. De eisen die aan de rouwkleding worden gesteld verschillen per fase van de rouw. De indeling in fases, de benaming van die fases en de exacte eisen aan rouwkleding verschillen per land, regio en klasse. Ook verschillende godsdienstige stromingen kennen vaak hun eigen tradities omtrent rouwkleding.

### Volle rouw
Tijdens de volle rouw, direct na het overlijden van degene om wie men rouwt, draagt men alleen zwart, geen glanzende stoffen, geen stoffen met ingeweven patronen, geen glimmend leer en niet of nauwelijks juwelen. 

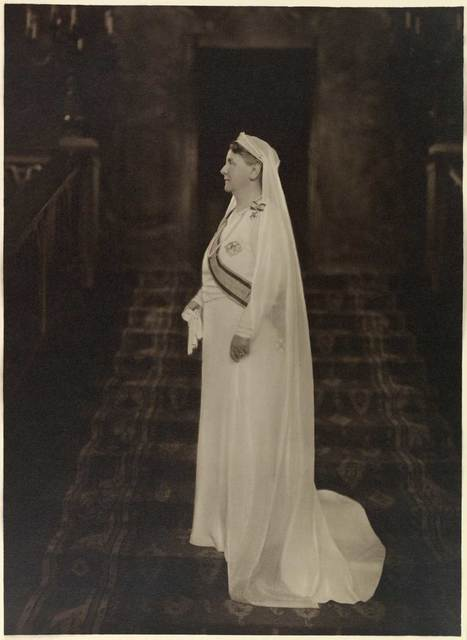
Koningin Wilhelmina der Nederlanden in witte rouw, 1934. Zij draagt parels als sieraad.

### Tweede rouw en half rouw
In de tweede rouw mag men glanzende stoffen dragen; de kleding is nog wel helemaal zwart met hooguit enkele witte accenten voor kragen of manchetten. Zwarte sieraden, sieraden met witte stenen en parels zijn in de tweede rouw toegestaan. In de laatste periode van de rouw, de half-rouw, mag men ook de kleuren grijs, wit, zilver, violet en paars dragen, en zijn patronen en dessins in stoffen weer toegestaan.

### Mannen, vrouwen en kinderen
In principe dragen zowel mannen als vrouwen rouwkleding. In de praktijk zijn de regels voor vrouwen veel strakker en ingrijpender dan voor mannen. In de 19e eeuw droeg een weduwnaar drie maanden een zwart pak; daarna werd van hem alleen verwacht dat hij een rouwband om zijn arm en om zijn hoed droeg. Een weduwe droeg een half jaar zware rouw en vertoonde zich in die periode niet ongesluierd buitenshuis. In totaal droeg een weduwe twee jaar rouwkleding. Ook van kinderen werd verwacht dat ze rouwden. Voor jonge kinderen (tot zes jaar) was witte rouwkleding met zwarte linten of zwart borduurwerk acceptabel. Oudere kinderen droegen echter net als de volwassen zwart.
In uitzonderlijke gevallen droegen ook volwassenen wit als rouwkleding. Dit was de gewoonte van de koninginnen van Frankrijk (deuil blanc - witte rouw). Ook de Nederlandse en Belgische koningshuizen kozen soms voor witte rouwkleding.

## Stoffen, sieraden en accessoires

### Stoffen
Tot in de 20e eeuw was het gebruik van de stof krip (crêpe) kenmerkend voor Europese rouwkleding. Rouwkleding en hoeden werden met zwarte krip afgezet en er werden sluiers en rouwbanden van gemaakt. Naarmate de rouw vorderde werd er minder gebruik gemaakt van krip. Een andere typische rouwstof was bombazijn. Beide stoffen zijn dof en hebben een sobere uitstraling. Ze werden vooral in volle rouw veel gebruikt, naast wol en mousseline. In de tweede rouw en half-rouw werden ook luxere stoffen als zijde, satijn en fluweel gebruikt.
Schoenen mochten ook niet glimmen en werden daarom gemaakt van suède of gemsleer. Zilveren of gouden gespen op schoenen moesten worden vervangen door een zwart exemplaar. Bont mocht tijdens de hele rouwperiode wel gedragen worden, ook bruin of grijs bont.

### Sieraden en accessoires
Voor de verschillende fasen van de rouw waren speciale sieraden en accessoires nodig. In de eerste fase van de rouw moesten glanzende en glinsterende voorwerpen worden vermeden. Als er in deze fase al sieraden gedragen werden, dan waren het (zwarte) parels of sieraden van doffe git. In latere fases van de rouw kon men ook gepolijst git, onyx en witte stenen (b.v. diamant en maansteen) of paarse stenen (amethist) dragen. Mannen mochten tijdens de rouw geen zilveren of gouden horlogekettingen, dasspelden en (manchet)knopen dragen. Daarnaast waren er rouwsieraden die direct herinnerden aan de overledene, bijvoorbeeld medaillons en miniaturen met afbeeldingen. Haar van de overledene werd verwerkt in broches en armbanden.
Alle accessoires die bij de kleding hoorden, zoals parasols, paraplu's, waaiers en tassen, moesten worden aangepast aan de rouw. Zakdoeken werden afgezet met een zwarte rand.

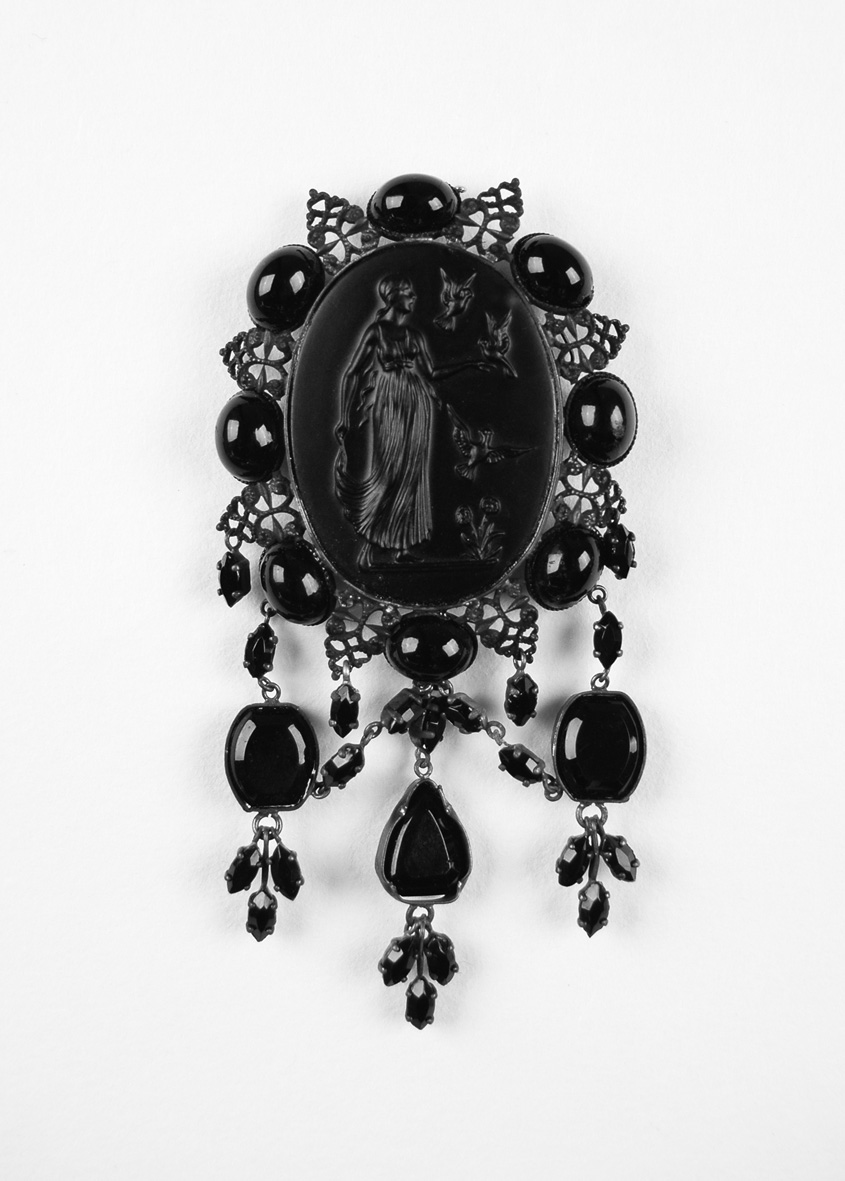
Rouwsieraad van git
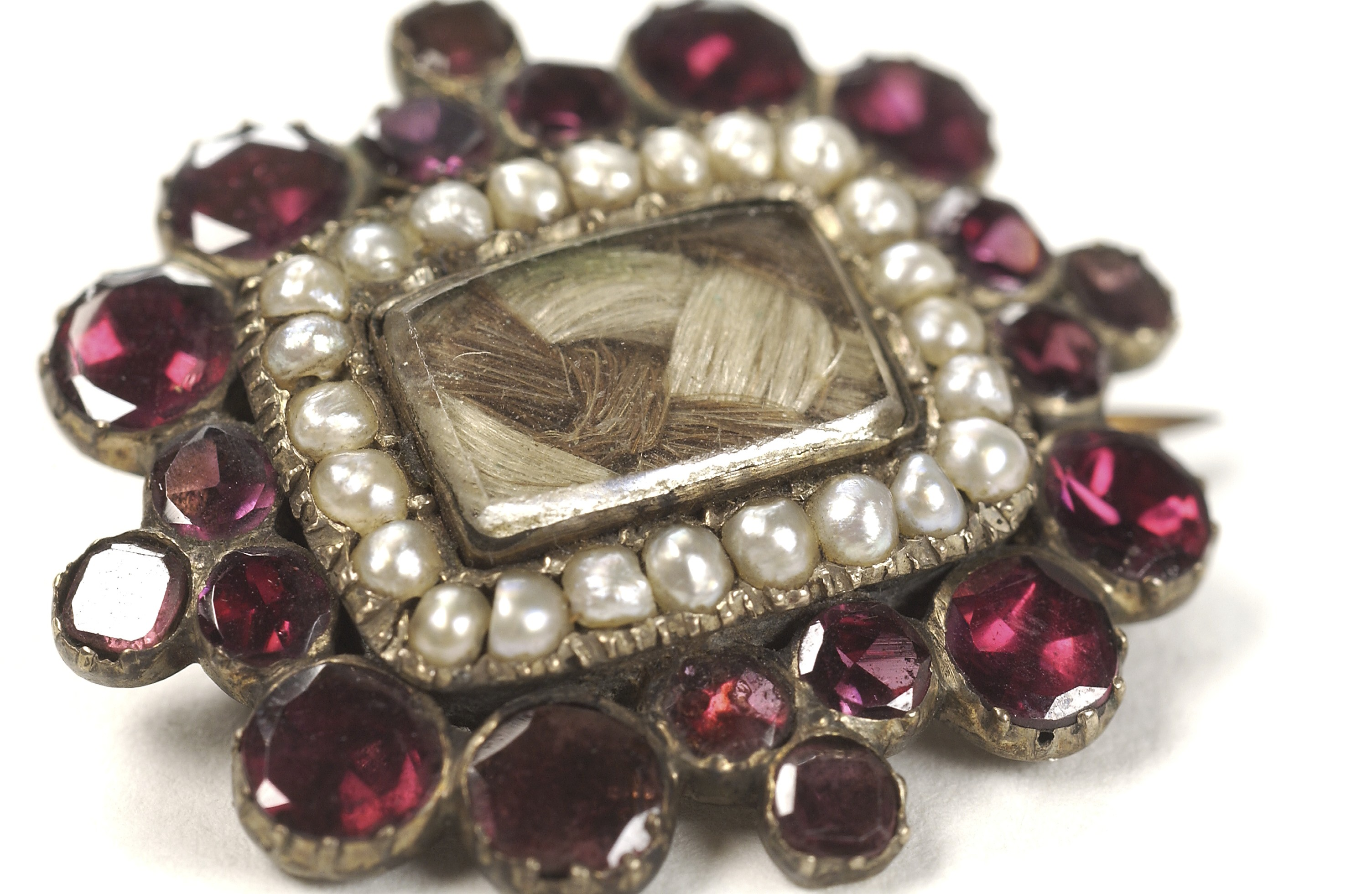
Broche met haar van een overledene
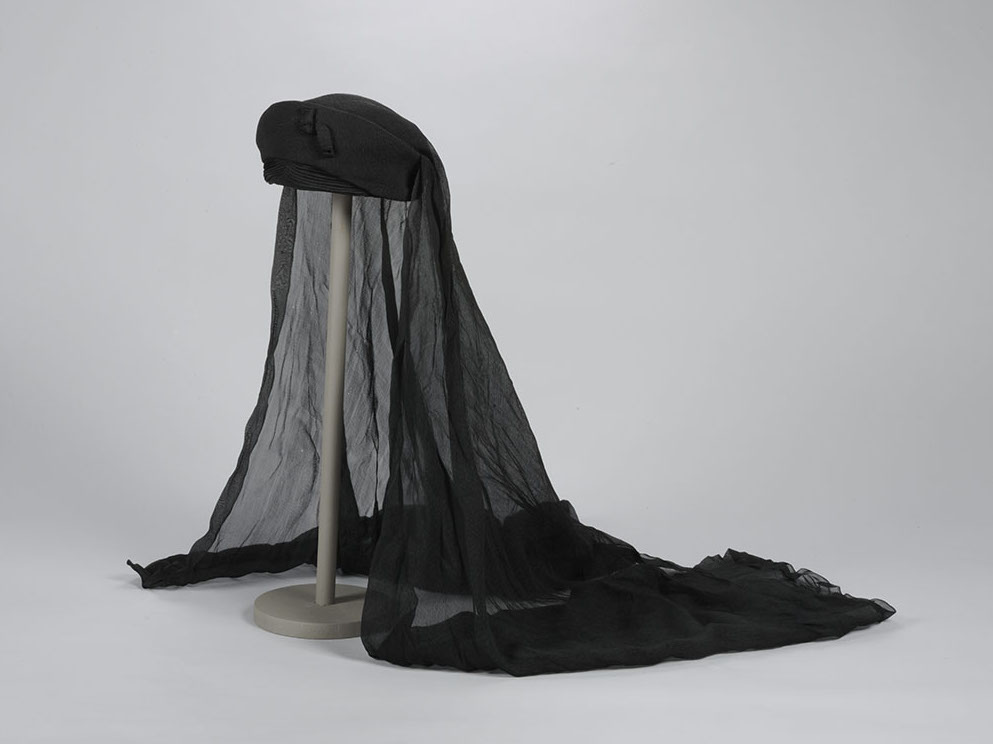
Dameshoed van krip (crêpe) met sluier
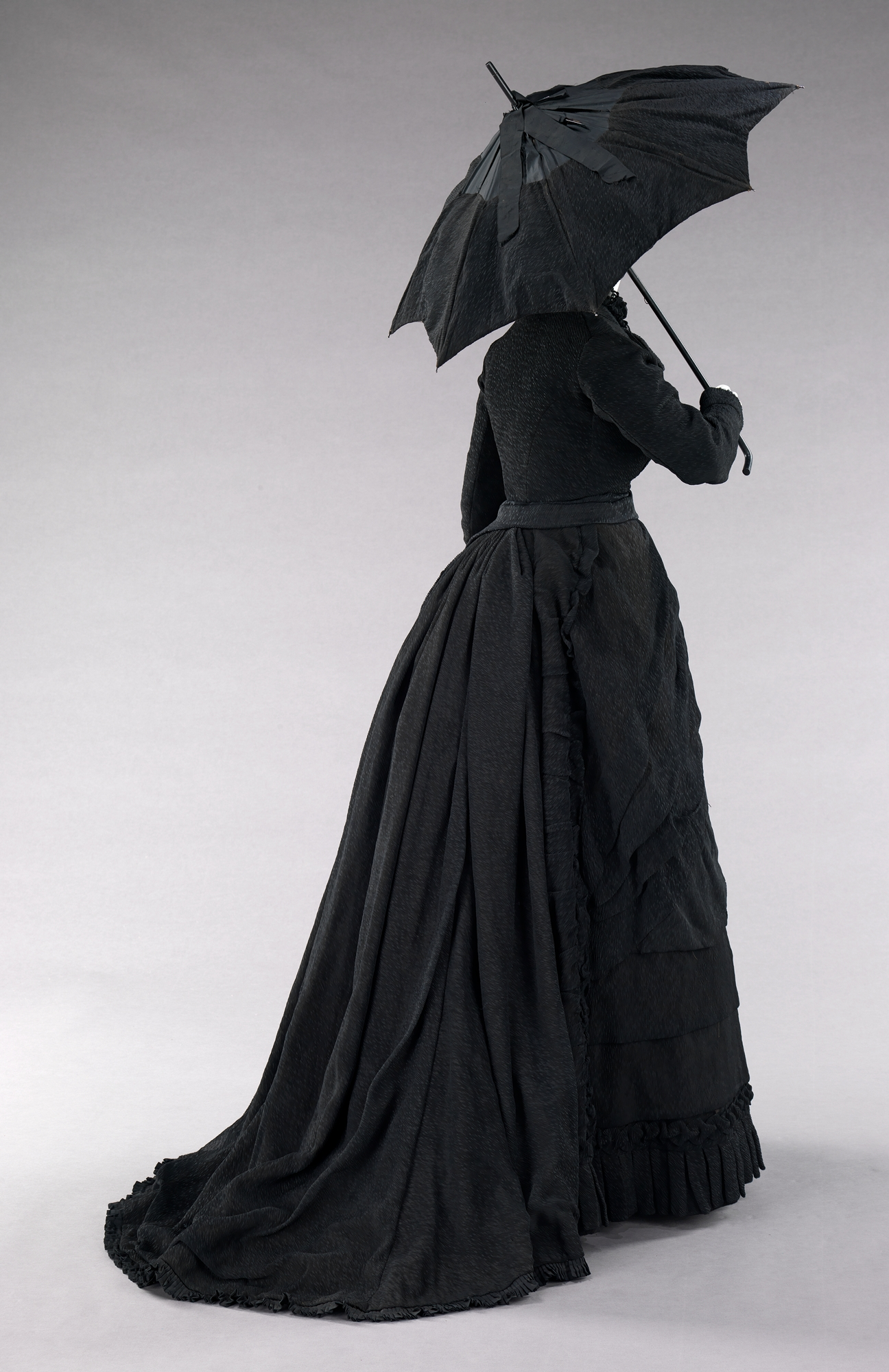
Rouwjapon met bijpassende zwarte paraplu

## Rouw en klederdracht

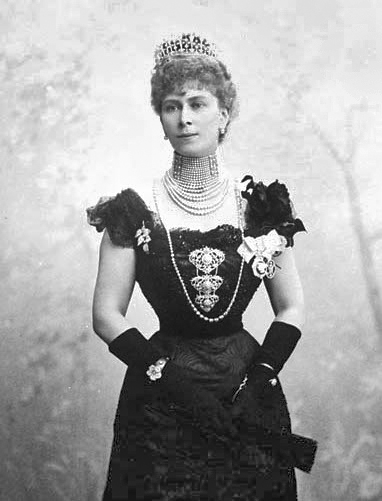
Kroonprinses (later koningin) Mary van Groot-Brittannië in gala-rouwjurk. Zij draagt parels en een driedelig devant de corsage met witte diamanten. In haar tiara is een zwart rouwlint aangebracht. Zij heeft als accessoires zwarte handschoenen en een zwarte waaier. (1901)

In Nederland is rouwkleding het langst gangbaar gebleven in streken waar men klederdracht draagt. Dragers van streekdrachten passen hun kleding aan na het overlijden van een familielid. Daarbij gelden dezelfde principes als voor rouwkleding in het algemeen: de kleding is zwart, glanzende stoffen worden vermeden, evenals sieraden en ornamenten zoals gouden of zilveren oorijzers. Ook wordt de kleding soberder. Grote kanten mutsen worden vervangen door eenvoudigere kapjes.
Bij de klederdracht zijn verschillende fases in de rouw zichtbaar; op Marken waren er bijvoorbeeld zeven gradaties van rouw. Men gaat geleidelijk weer ‘uit de rouw’ en brengt dan weer meer kleur in de klederdracht. Bij de klederdracht van Spakenburg zijn er andere gewoonten. Met name aan de karakteristieke kraplap is te zien dat de vrouw in de rouw is. Bij het overlijden van een naast familielid, een echtgenoot, een van de ouders of een kind, wordt jarenlang zwaar gerouwd. In eerste instantie draagt men zwart en naarmate de rouw minder wordt donkerpaars, soms jarenlang. Daarna wordt overgegaan op lichter paars. Iets minder diepe rouw, en ook minder donkere kleuren, worden gebruikt als bijvoorbeeld een oom of tante overlijdt; deze rouw wordt ‘vierljaars rouw’ genoemd. Vierljaars betekent een kwart jaar en deze kleding wordt dan ook ca. drie maanden gedragen. De lichtste rouwkleuren, de "pronkrouw" of "zevenweken rouw," worden gedragen als bijvoorbeeld een neef of nicht overleden is. Het gaat dan om paarse, zwarte of blauwe bloemen op een witte ondergrond. Dit wordt ook gedragen als de zware rouw om een familielid voorbij gaat. Dit alles in tegenstelling tot de vrolijke rode kleuren die in Spakenburg gedragen worden als er geen verdriet is. 

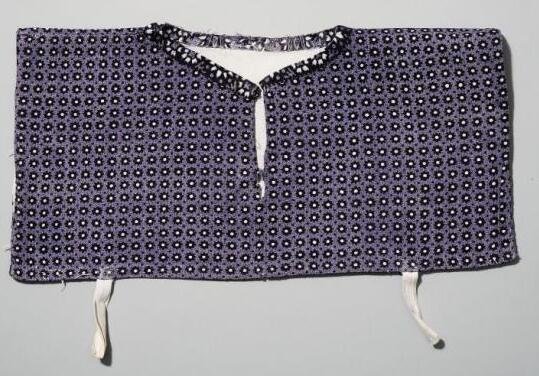
Meisjeskraplap voor zware rouw, Bunschoten, 1988
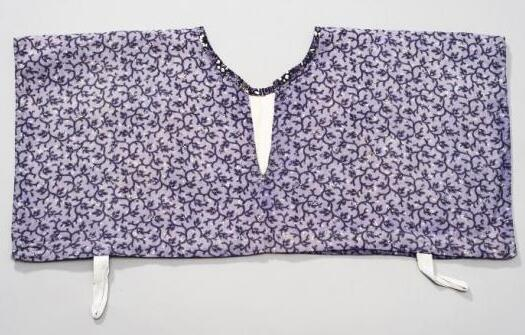
Kraplap voor vierljaars rouw, Spakenburg, 1920
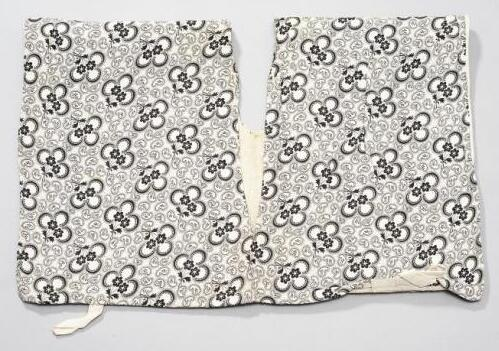
Kraplap voor lichte rouw, Bunschoten, 1945

## Hofrouw en nationale rouw

### Hofrouw
Behalve bij persoonlijke rouw (als er een lid van de eigen familie was overleden) droeg men ook rouwkleding bij hofrouw en nationale of publieke rouw. Hofrouw werd afgekondigd bij het overlijden van een lid van de koninklijke familie of van een buitenlandse vorst: deze rouwperiode gold voor iedereen die verbonden was met het hof maar ook voor mensen die een bijeenkomst bijwoonden waar een lid van de koninklijke familie aanwezig was. Hofrouw kon enkele maanden tot een jaar duren.
De regels voor hofrouw hadden veel invloed op hoe er in de samenleving werd omgegaan met rouw en rouwkleding. De koninklijke weduwendracht werd in de loop der eeuwen steeds wereldlijker (minder bedekkend) en modieuzer. De manier waarop aan het hof gerouwd werd had grote invloed in de hele samenleving. Bij familierouw kopieerde men de gebruiken bij hofrouw na een sterfgeval in de koninklijke familie.
Het fenomeen hofrouw bestaat nog steeds maar is nu meestal beperkt tot de periode van direct na het overlijden tot kort na de begrafenis, en geldt alleen voor leden van de koninklijke familie en de directe hofhouding. Zo legde de Britse koninklijke familie een week na de begrafenis van koningin Elizabeth II hun rouwkleding af.

Koninklijke weduwendracht: steeds modieuzer en wereldlijker
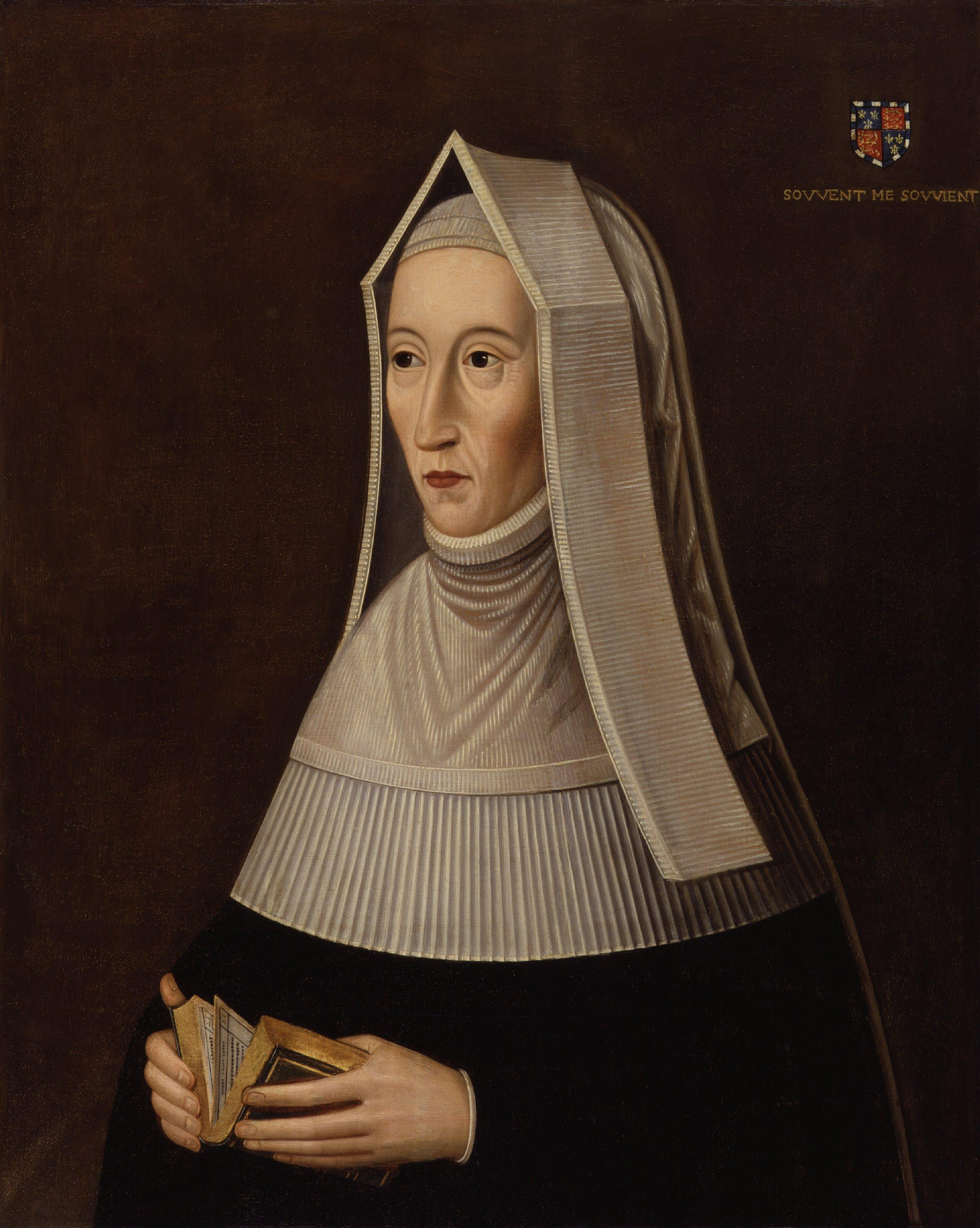
Lady Margaret Beaufort in traditionele weduwendracht (circa 1500)
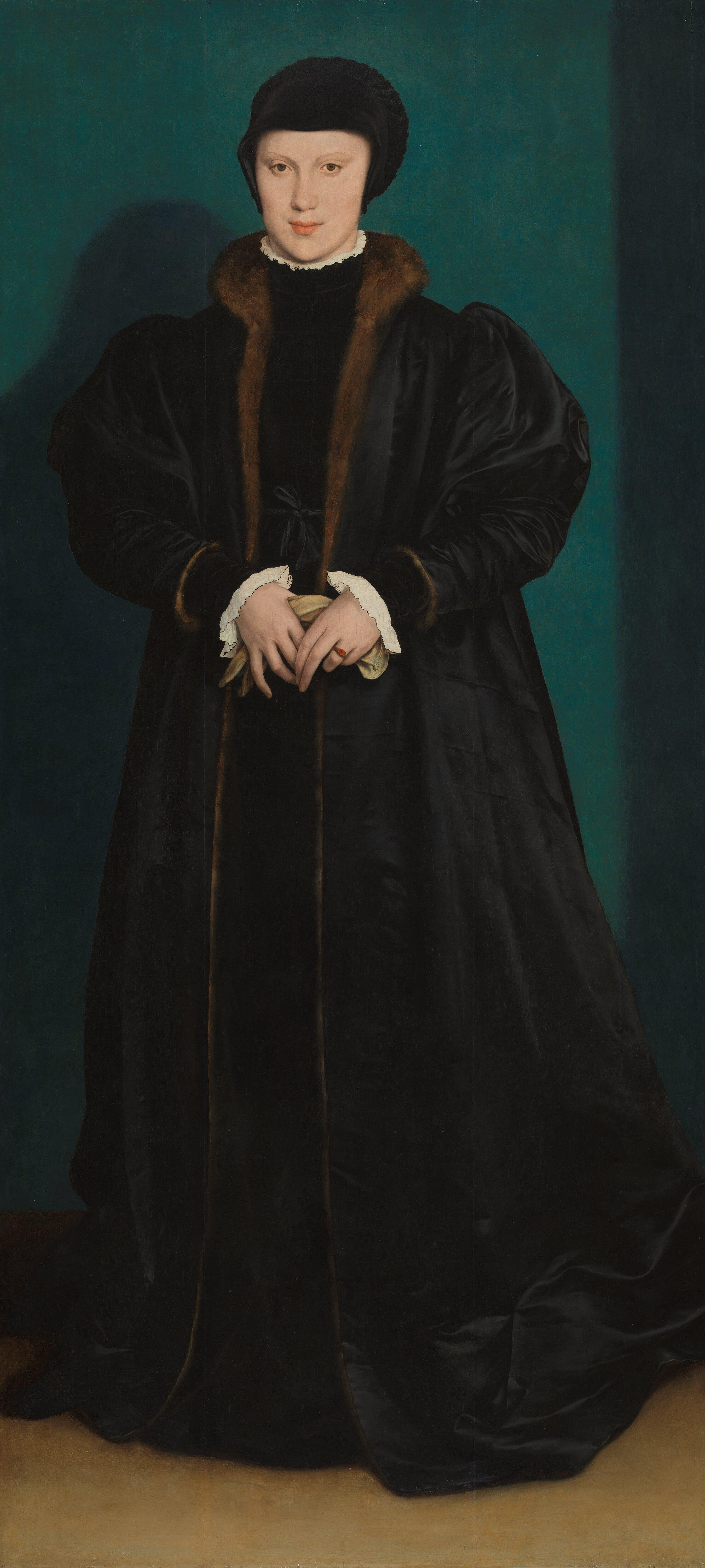
Christina van Denemarken, hertogin-weduwe van Milaan (1540)
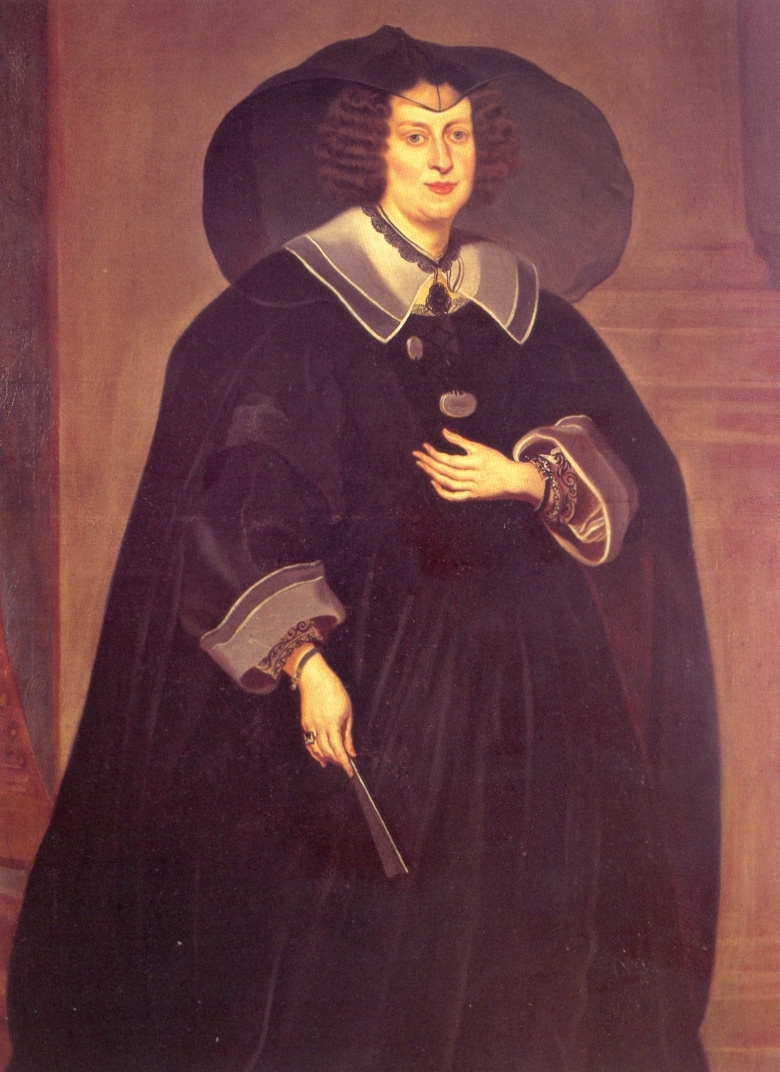
Claudia de Medici (1635)
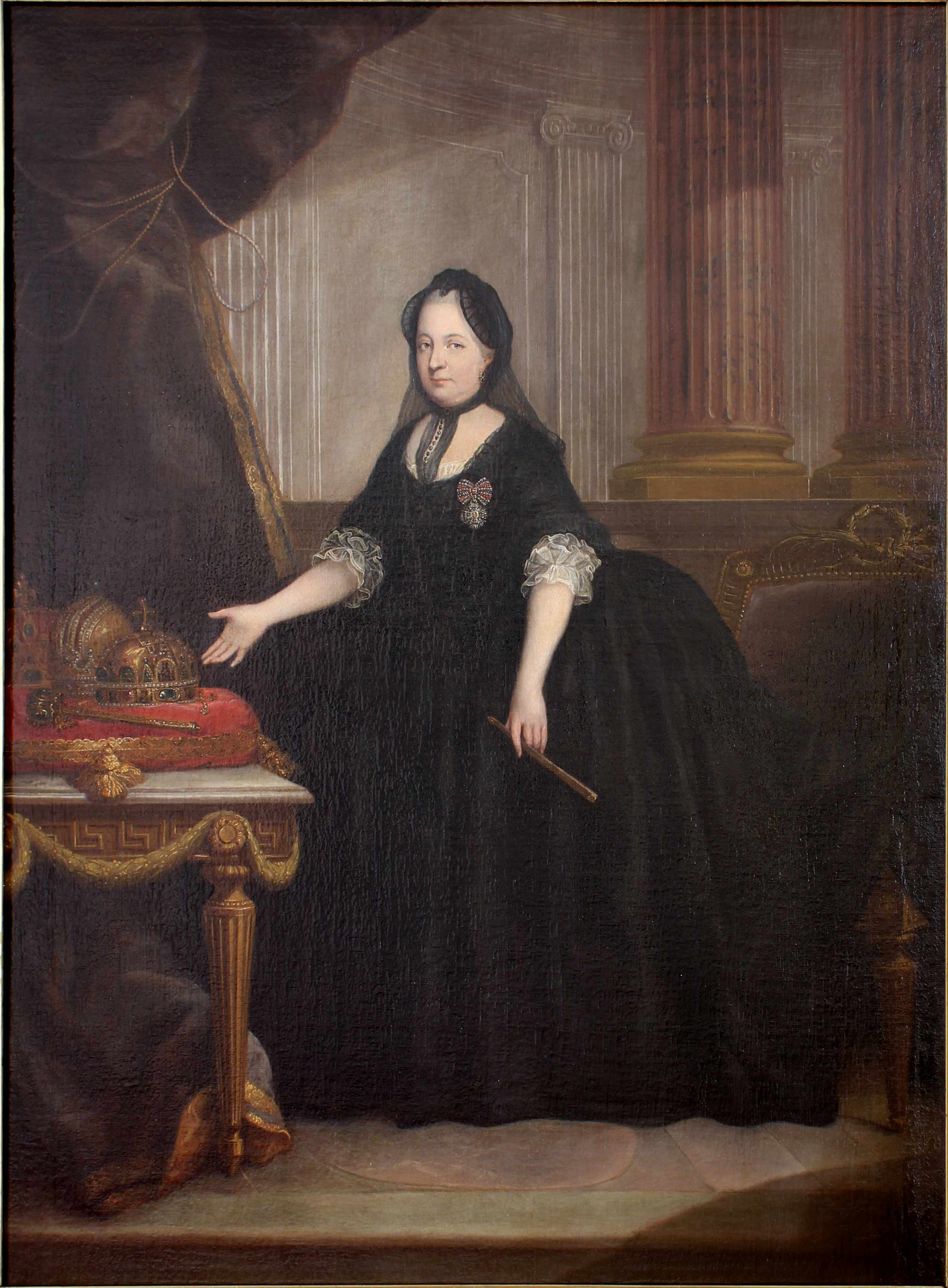
Keizerin Maria-Theresia van Oostenrijk (1772)
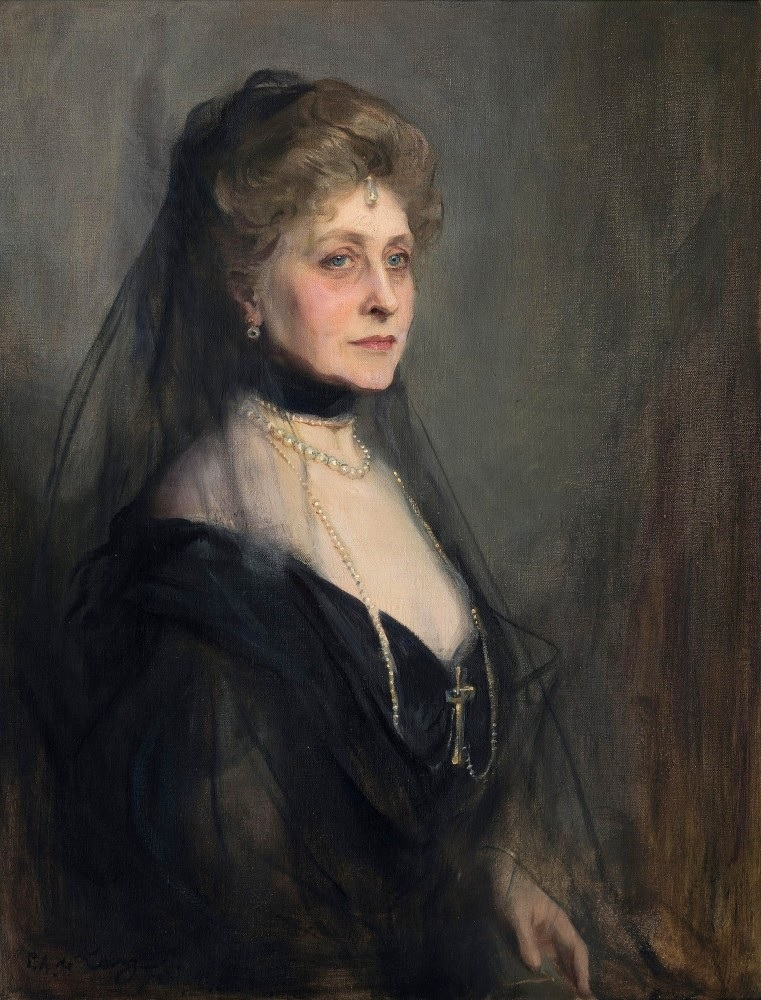
Prinses Louise van Groot-Brittannië (1914)

### Nationale rouw
Bij nationale rouw werden ook mensen die geen banden hadden met het hof geacht te rouwen, bijvoorbeeld bij het overlijden van de koning of na een dramatische gebeurtenis met consequenties voor het hele land. De rouwbanden die voetballers soms tijdens wedstrijden dragen zijn een van de laatste restanten van deze traditie.

## Geschiedenis van rouwkleding in Europa

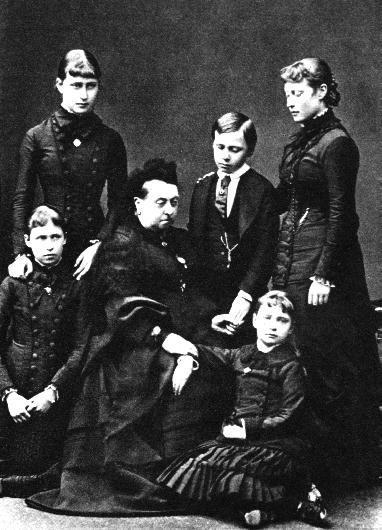
Koningin Victoria en haar kleinkinderen in de rouw om de dood van Alice van Hessen-Darmstadt, haar dochter en hun moeder

### Middeleeuwen
In de vroege middeleeuwen trokken adellijke weduwen zich meestal terug in kloosters. Zij droegen daar kleding die vergelijkbaar was met die van de nonnen, ook al waren ze niet echt tot de orde toegetreden. Dit werd van lieverlee ook de dracht voor weduwen buiten het klooster. Het gaat dan om een wijd habijt, een kapje dat het haar en het voorhoofd helemaal bedekt en een sluier. Buitenshuis droeg de weduwe een wijde mantel met capuchon of een huik. Behalve zwart droegen de weduwen ook grijs, wit en bruin. Zij droegen deze kleding de rest van hun leven, tenzij ze hertrouwden. Mannen in de rouw droegen een gewaad dat op een monnikspij leek, maar alleen in de periode voor en vlak na de begrafenis.

### 16e-18e eeuw
In de Renaissance ontstond er voor het eerst zoiets als mode. De kleding van weduwen werd iets wereldser maar bleef zeer sober en hield het het hoofd bedekt. Statusbepalend waren de lengte van de sleep, de hoofdtooi en de omvang van de sluiers. Ook de rouwkleding van mannen werd meer modieus.
Tot in de 16e eeuw werden ook andere kleuren dan zwart gebruikt voor rouwkleding. De Franse koningen rouwden bijvoorbeeld in het purper. Er kwamen in deze tijd officiële, door het hof opgelegde regels betreffende kleding en vooral het gebruik van kostbare materialen en accessoires. Hiermee wilde men het verschil tussen de klassen benadrukken en handhaven. Het dragen van rouwkleding viel ook onder deze regels en was in eerste instantie alleen toegestaan aan de adel.

Rouwkleding tot 1700
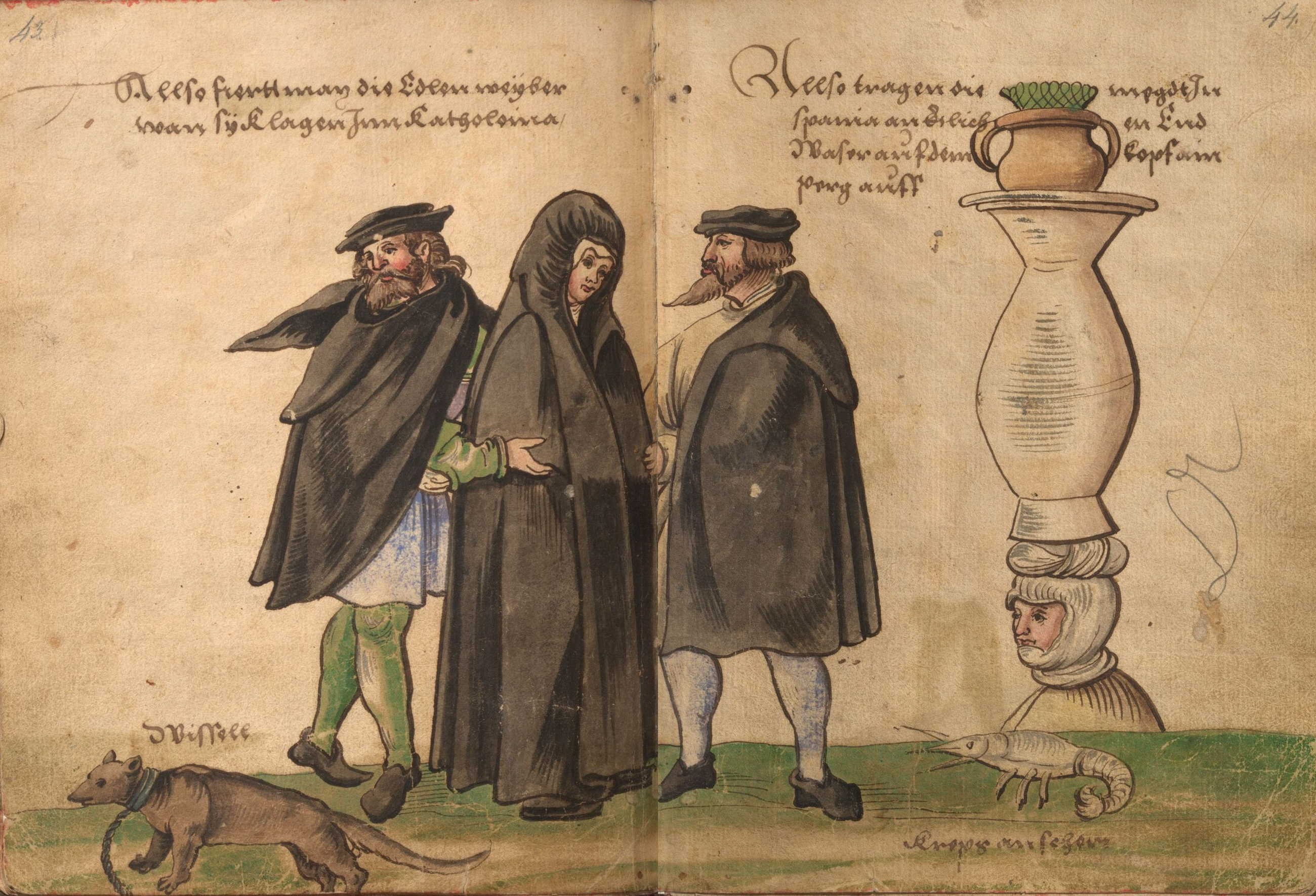
Rouwkleding in Catalonië (1530)
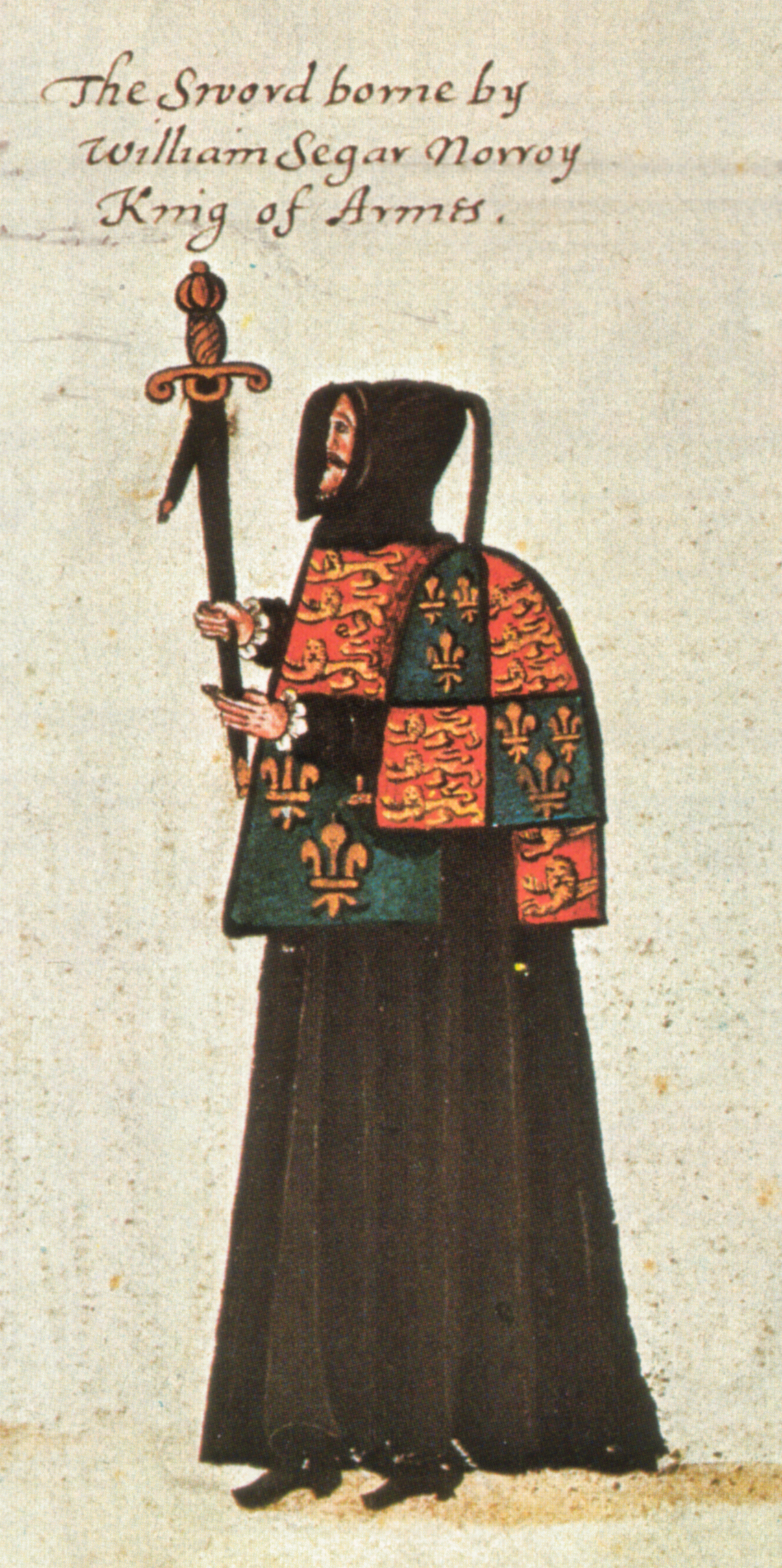
Rouwkleding voor mannen tijdens de begrafenis van koningin Elizabeth I van Engeland (1603)
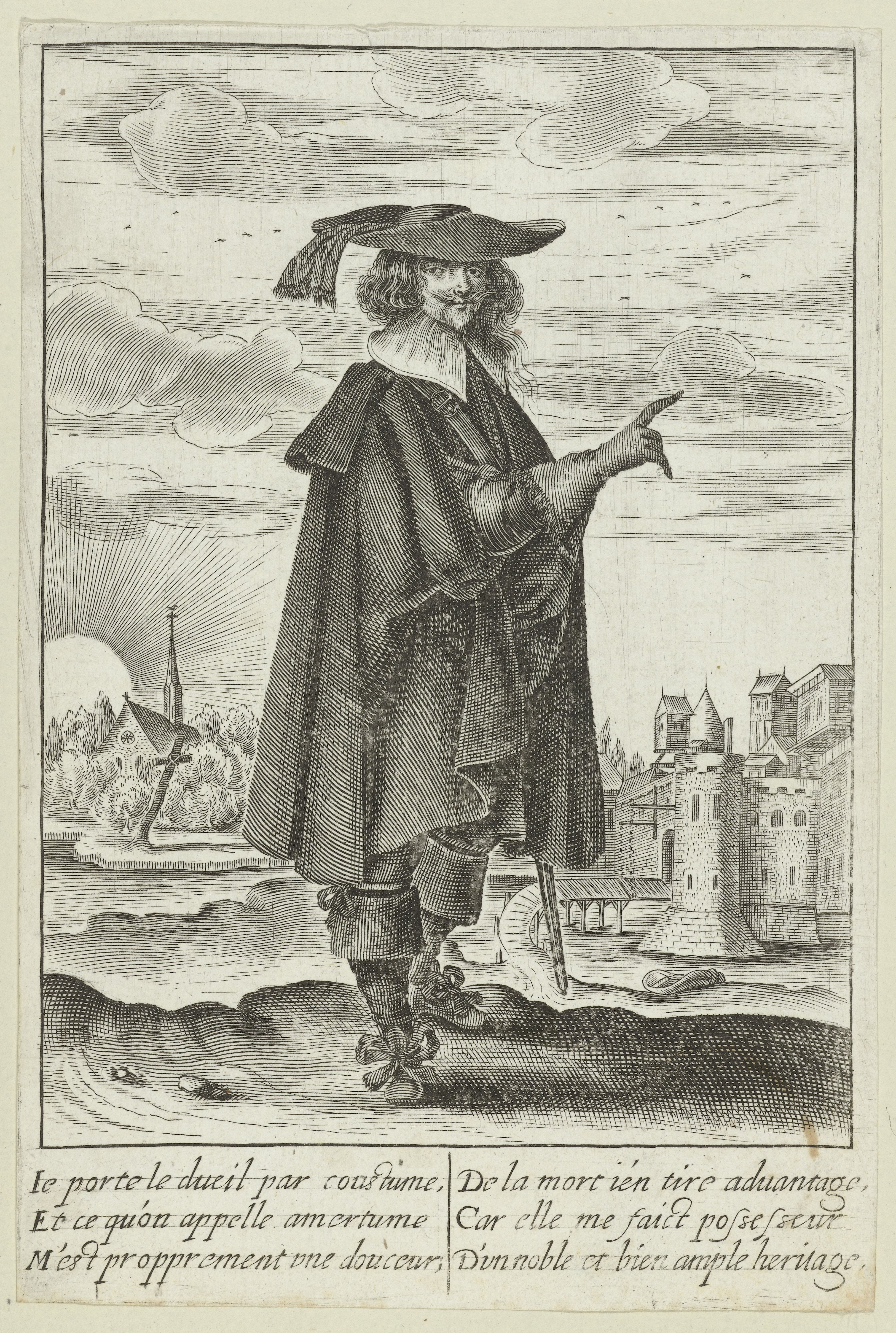
Franse edelman in rouwkleding, 17e eeuw
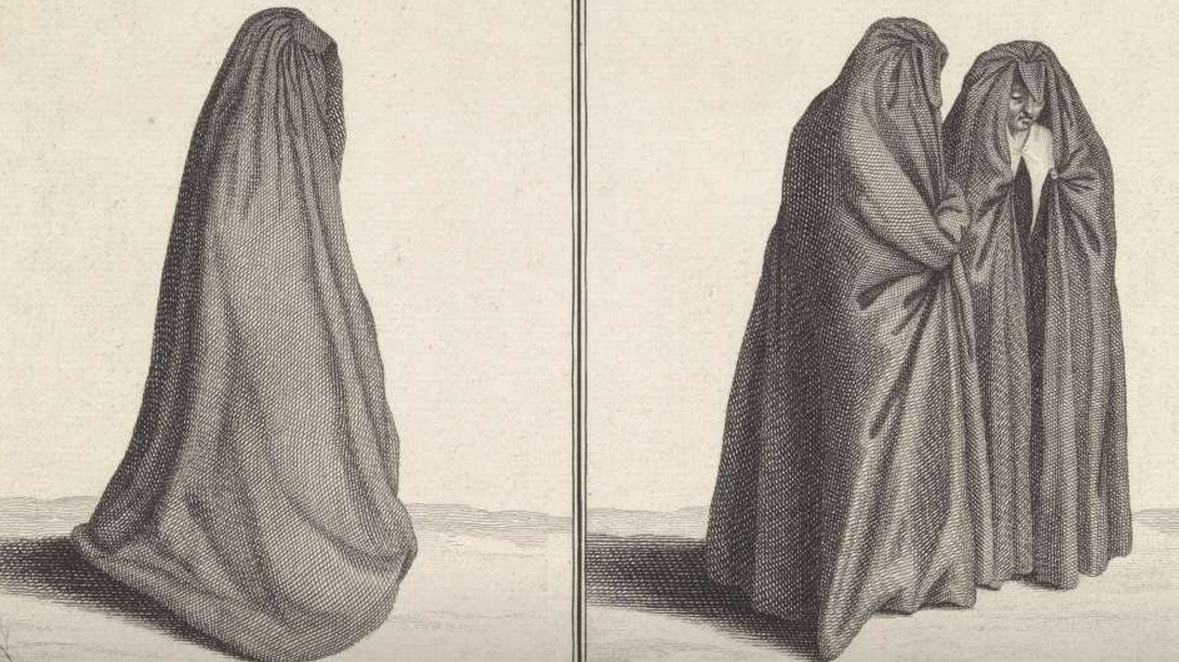
De huik: rouwmantel voor mannen en vrouwen, in algemeen gebruik tot eind 18e eeuw, en langer in streken waar klederdracht werd gedragen

De trend dat rouwkleding meer op gewone kleding ging lijken zette vanaf de 17e eeuw door, het eerst in Engeland en Frankrijk. Dit heeft ook te maken met het feit dat van mensen in de rouw, en met name van weduwen, niet meer werd verwacht dat ze zich geheel uit het normale sociale leven terugtrokken. De rouwkleding leek qua model op gewone kleding maar kleur, gebruikte stoffen en accessoires verschillen. In deze tijd ontwikkelden zich ook de basisregels van rouwkleding: het vermijden van glanzende stoffen en sieraden, en zwart als overheersende kleur. Mannen droegen aan hun hoed een lange rouwsjaal die tot hun middel kwam en ook rouwsjerpen en rouwbanden kwamen in gebruik. Vrouwen in de rouw hoefden voor het eerst hun haar niet meer helemaal te bedekken maar waren buitenshuis wel nog steeds gesluierd. Vanaf 1700 gaan ook steeds meer niet-adellijke families rouwkleding dragen. Door de gewoontes van de adel over te nemen toonden ze sociale ambitie en konden ze zich onderscheiden van de lagere klassen. In de eeuwen daarna werd het dragen van rouwkleding voor steeds grotere groepen een sociale verplichting.

### Hoogtepunt van de rouwcultuur
De regels rondom het rouwen werden in de loop van de tijd ingewikkelder en ‘het rouwen’ werd ook een steeds duurdere aangelegenheid. In het algemeen was de tendens dat er vaker, langer en zwaarder werd gerouwd. De periode van rouw kon verschillen van 2½ jaar voor een echtgenoot tot drie maanden voor een volle neef of nicht. Omdat de rouwkleding met de mode meeging, kon men niet meer zoals vroeger jarenlang met één set rouwkleding toe. Ook was er voor de verschillende fases van de rouw verschillende kleding nodig, en dan ook weer voor verschillende gelegenheden. Dit betekende dat vrouwen voor de rouw een complete nieuwe garderobe nodig hadden. Daarnaast was het de gewoonte dat men ook voor eventuele bedienden rouwkleding kocht. De eisen aan de rouwkleding van mannen werden daarentegen steeds eenvoudiger: na de eerste periode van volle rouw konden mannen volstaan met een rouwband over hun normale kleding.
De dood van de Britse prins-gemaal Albert (1861) en de lange rouw van zijn vrouw koningin Victoria hadden veel invloed op het verspreiden van de rouwcultus, eerst in Groot-Brittannië en later ook verder in Europa. De opkomst van dames- en modebladen droeg hieraan ook bij. Zij besteedden veel aandacht aan rouwmode en aan de correcte manier om te rouwen, waarbij het hof nog altijd een voorbeeld was. Er waren ook warenhuizen die zich helemaal richtten op rouwkleding en rouwaccessoires, zoals het Grand Maison de Noir (Het grote modehuis van het zwart) in Parijs. Aan het begin van de 20e eeuw voelde men zich ook in de armste klassen verplicht om rouwkleding te dragen. Als een arbeidersgezin geen geld had voor rouwkleding, werd dat als een grote schande ervaren.

Rouwmode in de 19e eeuw
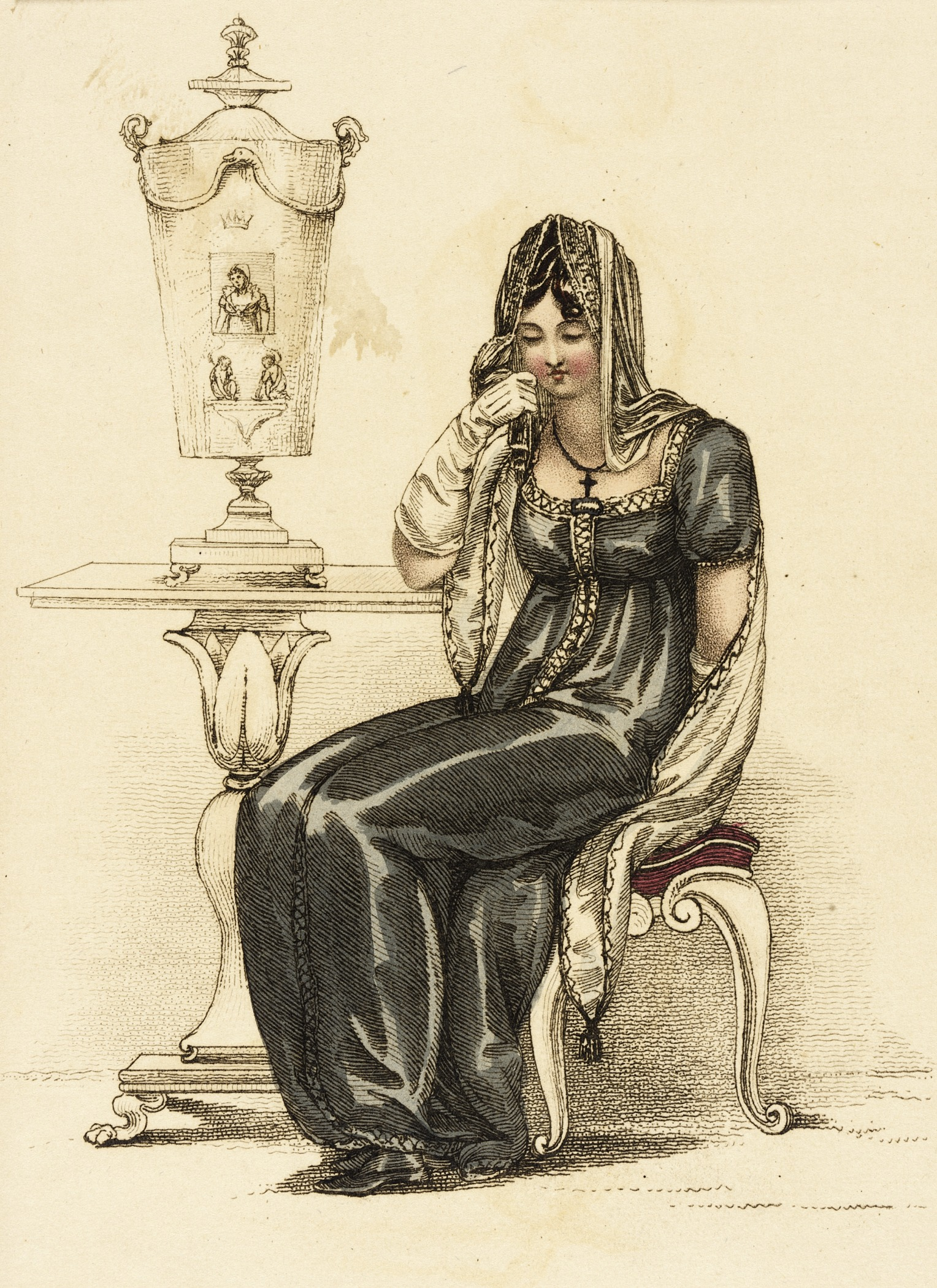
Avondjurk voor tweede rouw als men weer glanzende stoffen mag dragen (1810)
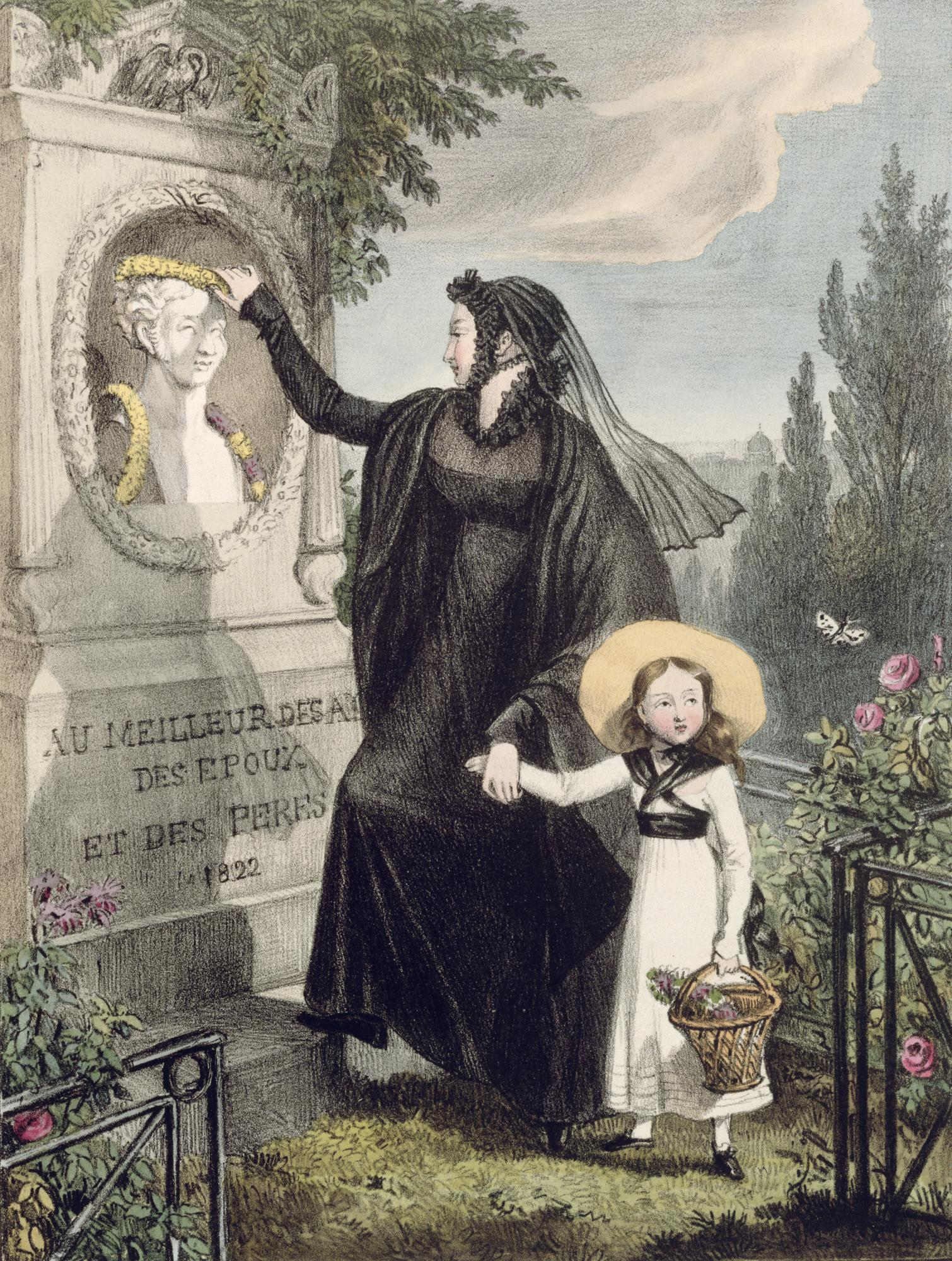
Ook kinderen droegen rouw. Voor jonge kinderen was dat vaak witte kleding met zwarte accenten. De moeder draagt volle rouw. (Frankrijk, 1822)
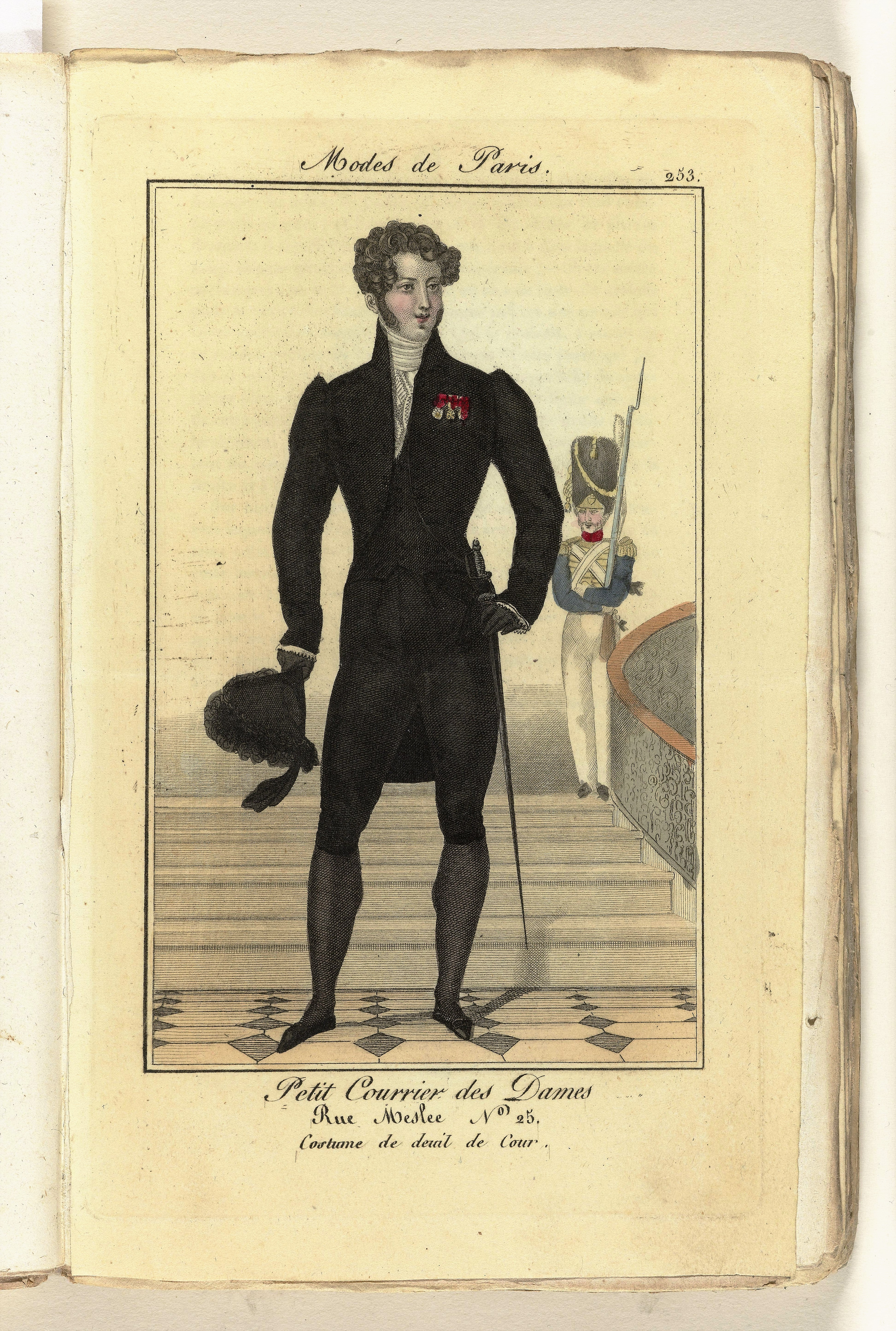
Fransman in kostuum voor hofrouw (1824)
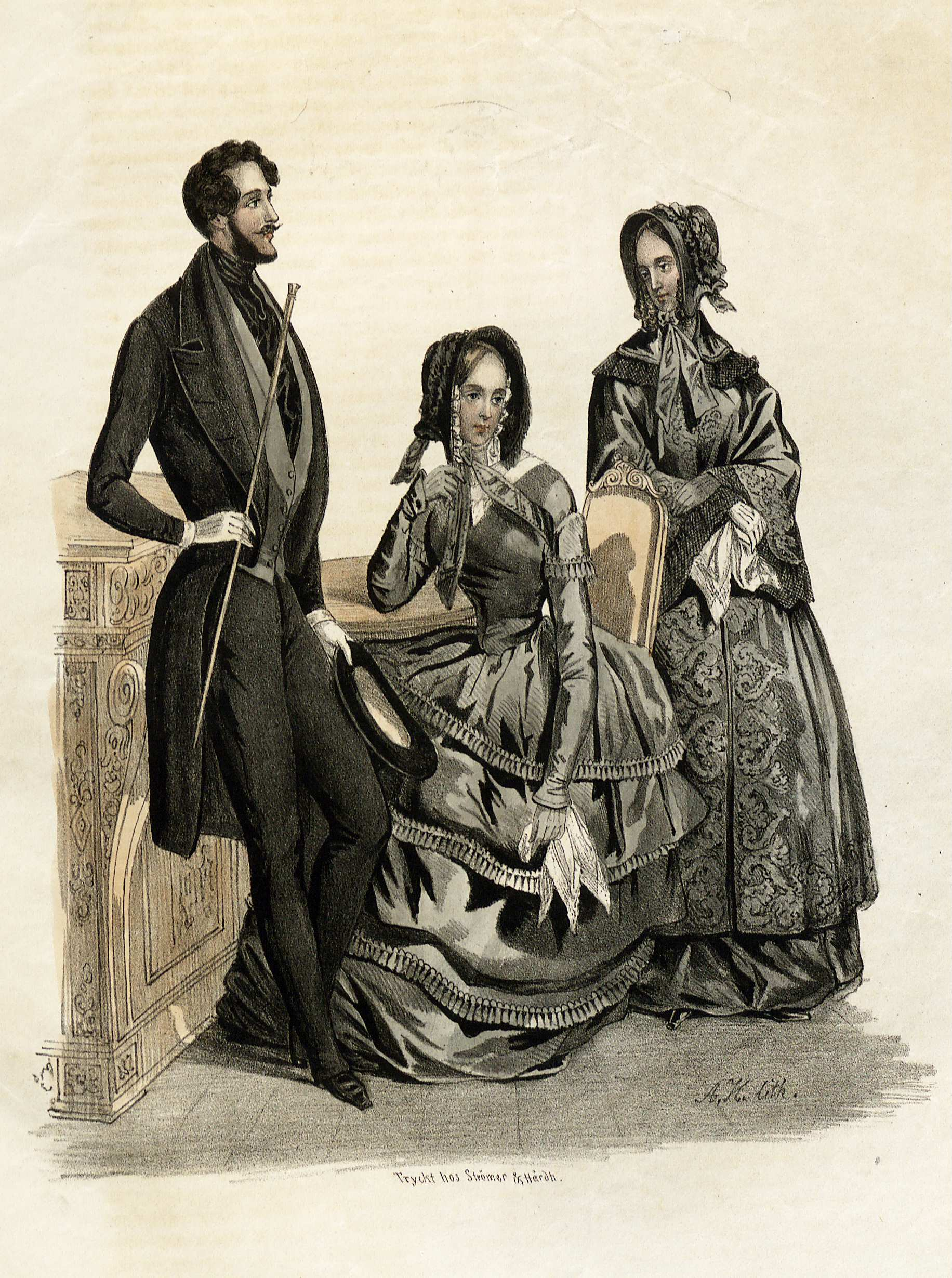
Kleding voor tweede rouw (1844)
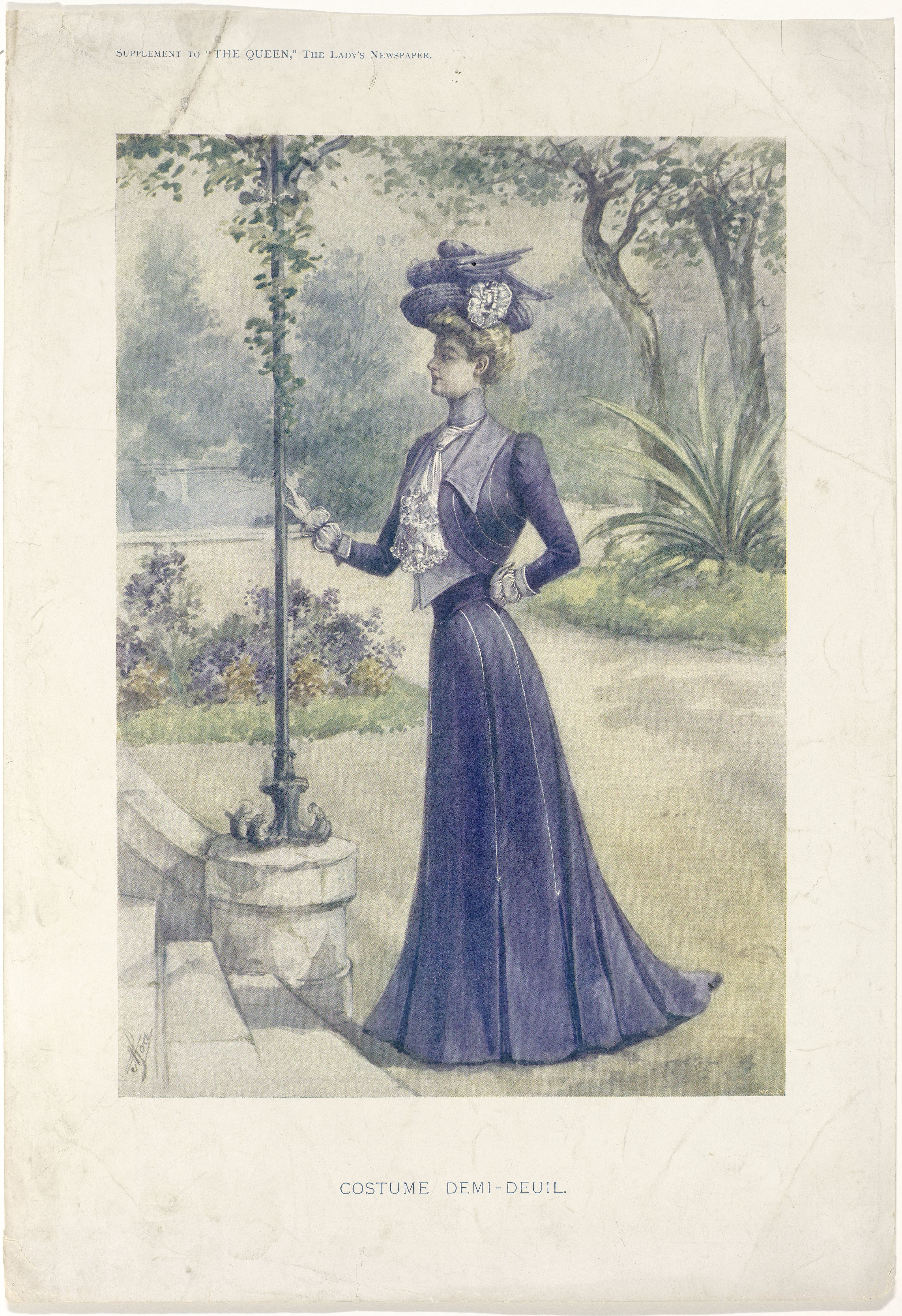
Jurk voor half-rouw (1900): behalve zwart mag men dan ook grijs, wit of violet dragen

### Na de Eerste Wereldoorlog
Na de Eerste Wereldoorlog kwam er vrij snel een einde aan de intense en ingewikkelde manier van rouwen die in de 19e eeuw was ontstaan. Dit heeft onder andere te maken met het enorme verlies aan mensenlevens tijdens de oorlog. Men dacht dat het slecht zou zijn voor het moreel van burgers en van soldaten met verlof als er voortdurend een groot deel van de bevolking in de rouw was. Ook de veranderende rol van de vrouw tijdens en na de oorlog speelde een rol. Steeds meer vrouwen werkten buitenshuis en konden daardoor niet maandenlang in het zwart gekleed gaan. Tijdens de economische crisis van de jaren dertig was een uitgebreide rouwgarderobe voor veel mensen ook niet meer betaalbaar.

### Nederlandse rouw-etiquette anno 1939
Toch besteedde een Nederlands etiquettehandboek uit 1939 nog uitgebreid aandacht aan rouw en rouwkleding. Volgens Amy Groskamp-ten Have moest de rouwperiode na de dood van echtgenoten, ouders en kinderen 18 maanden duren. Dit was verdeeld in zes maanden volle rouw, zes maanden tweede rouw en zes maanden halve rouw. Voor broers, zusters en grootouders rouwde men een jaar en zes weken. Rouwkleding voor vrouwen moest vooral sober zijn en er mochten geen juwelen bij worden gedragen, met uitzondering van parels. Het dragen van randen van krip langs de zomen van mantels en rokken was in 1939 al niet meer algemeen gangbaar maar dames in volle rouw hoorden nog wel een kripsluier te dragen die tot op de zoom van hun rok viel. In de halve rouw moest de sluier tot aan knieën komen en de lichte rouw droeg een weduwe een korte sluier of een sluier naar achteren over de hoed geslagen. Heren in zware rouw droegen een zwart pak, een wit overhemd met zwarte of parelmoerknoopjes en een zwarte overjas. Om hun hoed hoorden zij een rouwband van krip te dragen. Hoe breder de band, hoe zwaarder de rouw.

### 21e eeuw

Zwart rouwlintje of 'ribbon'

Na de Tweede Wereldoorlog verdween in grote delen van de West-Europa de gewoonte om rouwkleding te dragen. Ook koninklijke families dragen tegenwoordig meestal geen rouwkleding meer als het overleden familielid eenmaal is begraven. In Zuid- en Oost-Europa is het dragen van rouwkleding zeker onder oudere vrouwen echter nog wel gebruikelijk.
Een moderne manier om rouw uit te drukken of personen te herdenken is het dragen van een rouwlintje in de vorm van een dubbel gevouwen lint ('ribbon'). Het wordt ook in diverse kleuren toegepast om aandacht te vragen voor een maatschappelijk onderwerp ('Awareness ribbon').

Rouwkleding in de 20e en 21e eeuw
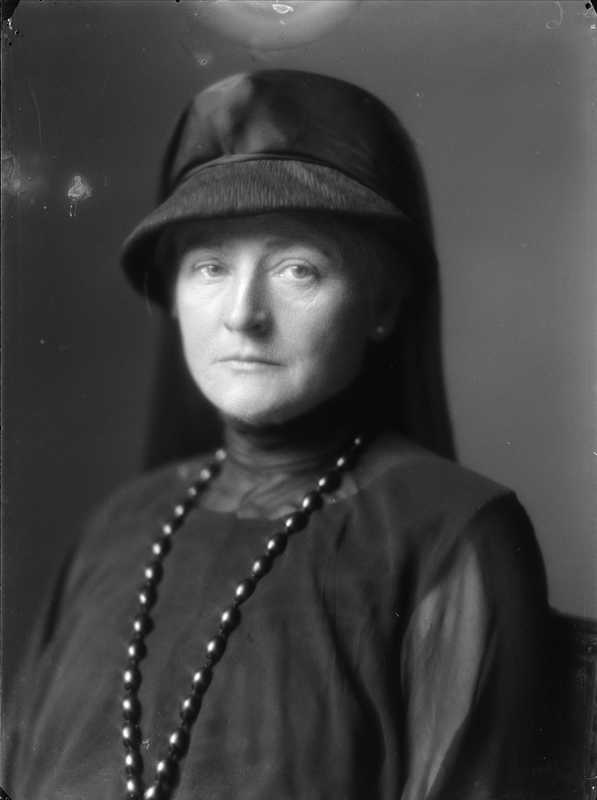
De Noorse schrijfster Barbra Ring in volle rouw met krip, sluier en zwarte sieraden (1920)
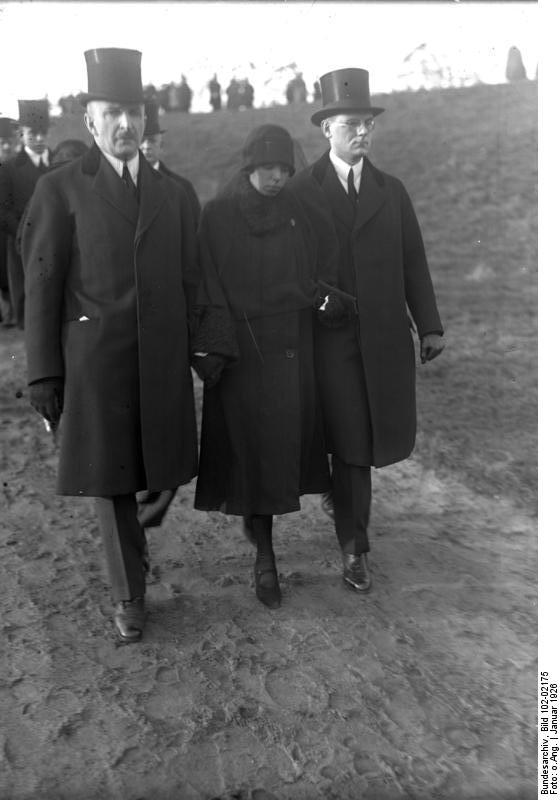
Begrafenis in Duitsland. De hoed van de man links heeft een rouwband van krip (1924)
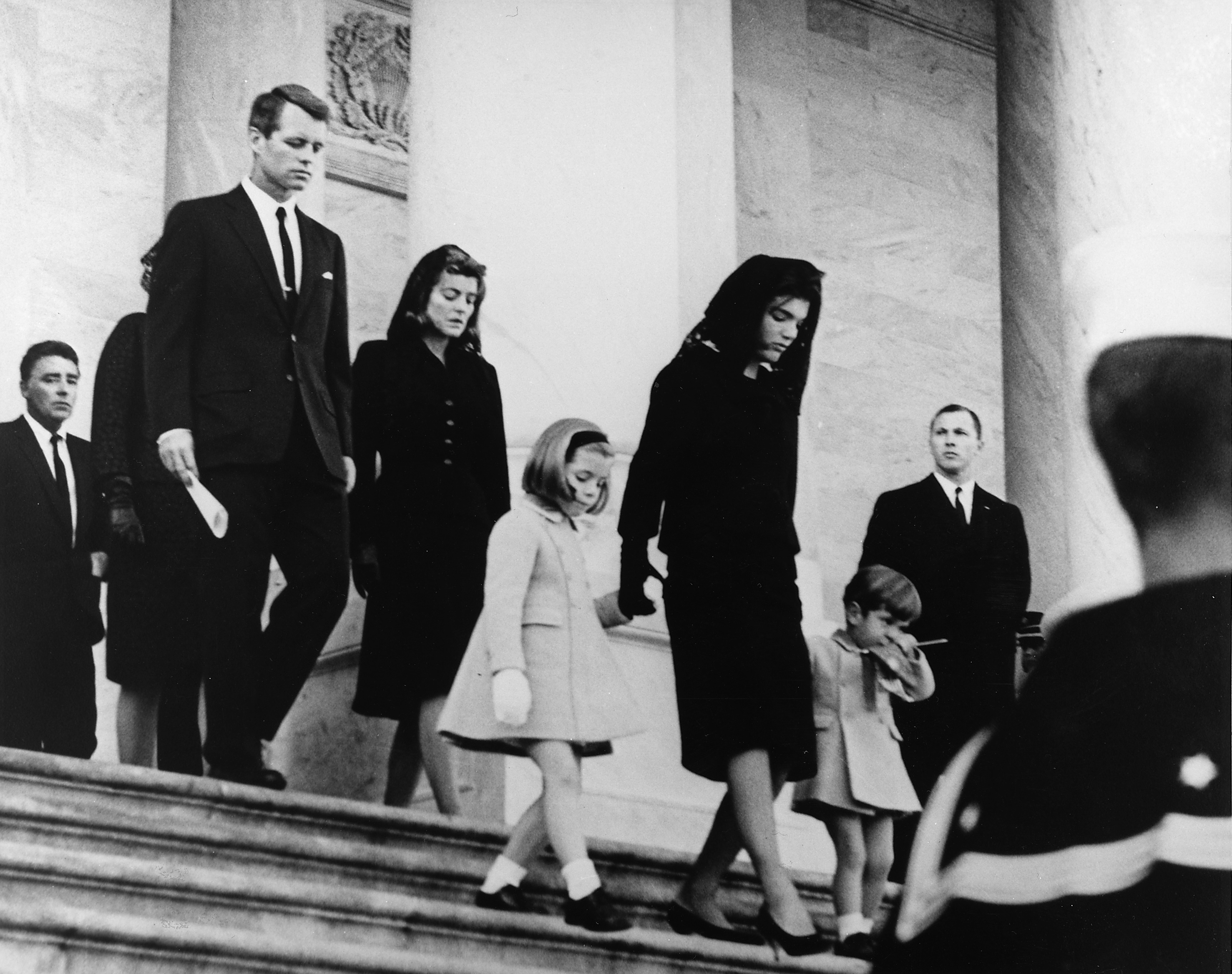
Familie Kennedy in rouwkleding bij de begrafenis van de Amerikaanse president John F. Kennedy (1963)
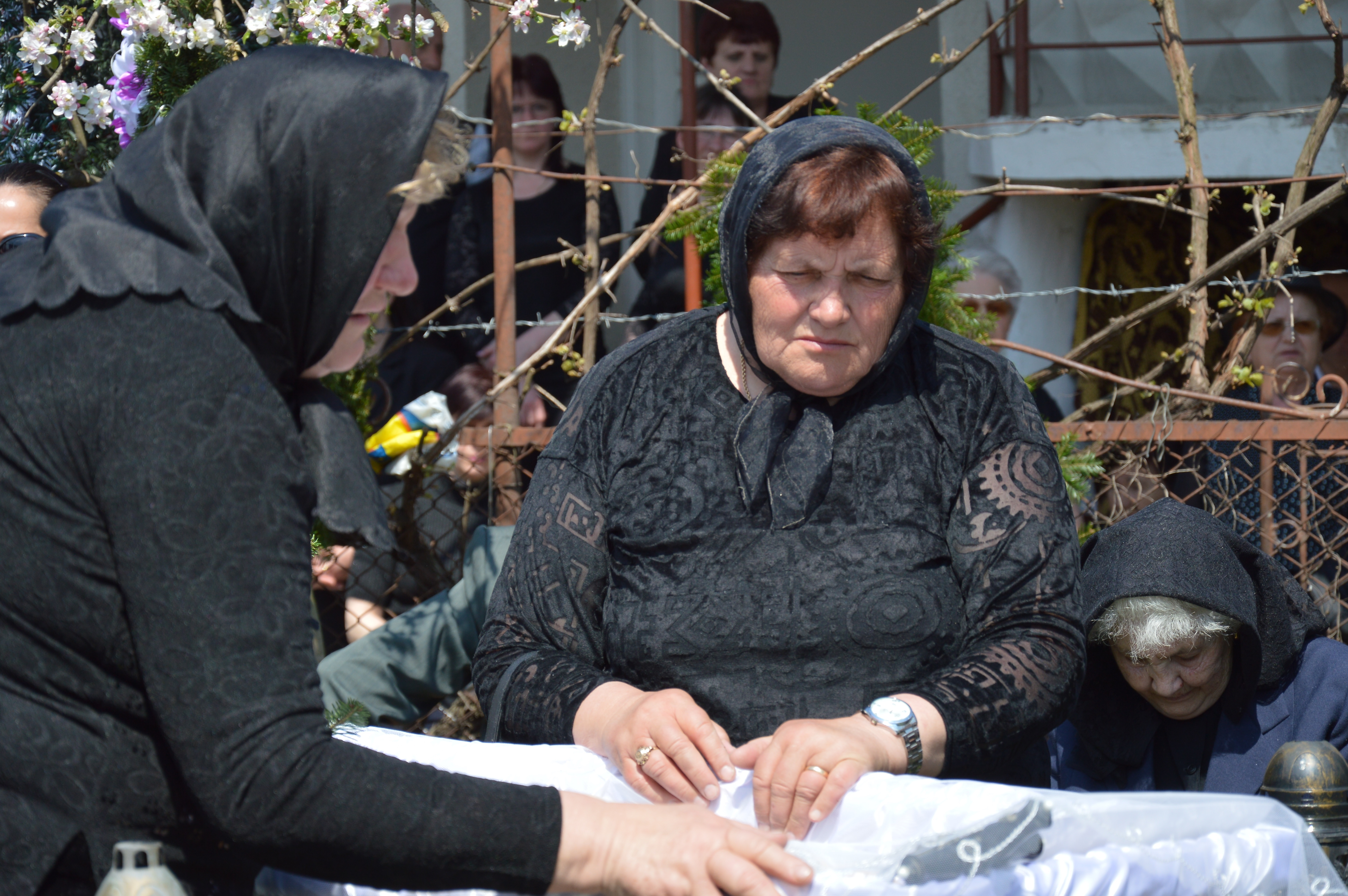
Rouwkleding in Griekenland (2014)

## Rouwkleding buiten de Europees-christelijke cultuur

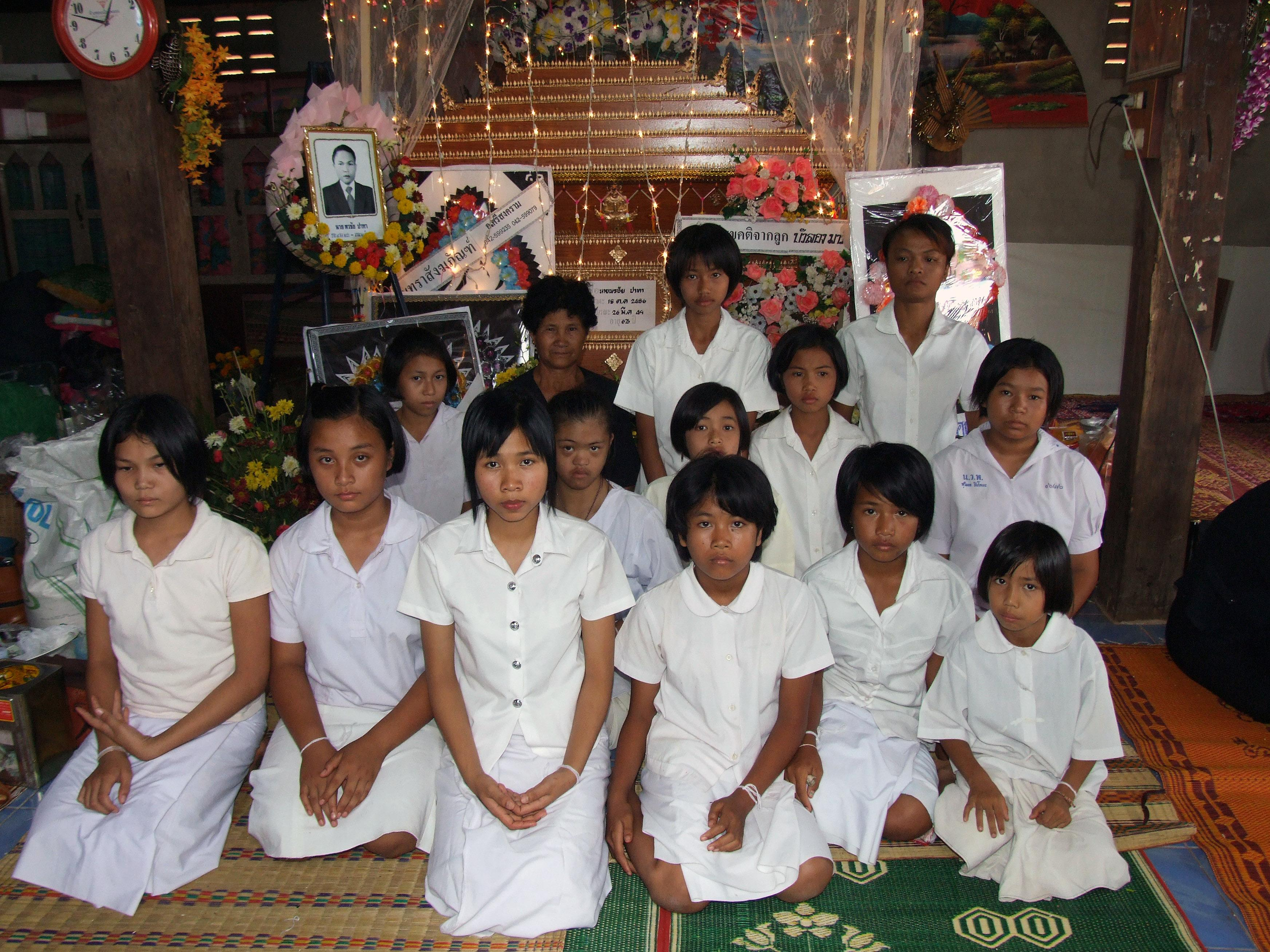
Thaise vrouwen in witte rouwkleding

In China, Japan en vele andere landen in Zuidoost-Azië wordt wit gedragen als symbool van rouw en is zwart juist een kleur van vreugde. In Myanmar is geel de rouwkleur, omdat geel doet denken aan de herfst en verwijst naar de herfst van het leven.
Mensen die het hindoeïsme belijden dragen tijdens de rouwperiode, die langer of korter kan duren, zwarte of zwart met witte rouwkleding. Men draagt geen sieraden of make-up.
De islam kent een rouwperiode die kan variëren van drie dagen tot vier maanden en tien dagen voor een weduwe. In de rouwperiode mag men geen sieraden dragen en moet de kleding sober en ingetogen zijn.
In het jodendom maken de nabestaanden op de dag van de begrafenis als teken van rouw een scheur in de kleding. Tijdens het jaar na het overlijden wordt door de nabestaanden geen nieuwe kleding gekocht. 

## Wetenswaardigheden
In de 18e eeuw lobbyde de zijde-industrie in Engeland en Frankrijk voor een verkorting van de duur van hofrouw; het verbod op het dragen van glanzende stoffen in de eerste rouwperiode schaadde hun omzet.
Rondom krip circuleerde het bijgeloof dat het ongeluk bracht om deze stof in huis te hebben als men niet in de rouw was.
Van leden van de Britse koninklijke familie is bekend dat zij bij buitenlandse reizen voor alle zekerheid een set rouwkleding meenemen.